# Lindsay Lohan
Lindsay Lohan   (Bronx, 2 de juliol de 1986) és una actriu i cantant estatunidenca.

## Biografia
La gran de 4 fills, va néixer en una família d'artistes novaiorquesos italo-irlandesos. La seva mare, Dina, ballava en el grup Rockettes del Radio City Music Hall abans de sortir en fulletons televisius; el seu pare, Michael, es va donar a conèixer al fulletó As The World Turns. Té dos germans Michael i Dakota, i una germana, Ali Lohan.
Lindsay Lohan va començar la seva carrera molt aviat rodant spots publicitaris a partir de 3 anys.
Forma, llavors, part del quadre familiar de la Walt Disney Pictures en pel·lícules com The Parent Trap, Freaky Friday o més recentment Herbie: Fully Loaded. Ha rodat igualment una sàtira sobre la joventut americana, Mean Girls, que ha tingut èxit als Estats Units. Llança, llavors, el seu primer àlbum Speak a finals de 2004 i ven més d'un milió d'exemplars als Estats Units. Treu un nou single l'octubre del 2005 Confessions of a Broken Heart dedicat al seu pare. El seu segon àlbum, A Little More Personal (raw) surt el 6 de desembre de 2005 als Estats Units, es ven menys bé que el seu primer àlbum i no és més present en el "Top 40" dues setmanes després de la seva sortida. La seva tornada al cinema, el maig del 2006, a la pel·lícula Just My Luck, és fluixa, amb només una mica més de 38 milions de dòlars de recaptació al món sencer. El 2006, és la filla de Meryl Streep a  L'últim xou  de Robert Altman.
La pel·lícula descriu l'últim show de l'emissió musical radiofònica A Prairie Home Companion. Treballa llavors en pel·lícules independents apuntant a un públic més adult, com Chapter 27, on té el paper d'una persona propera a l'assassí de John Lennon o també Bobby, sobre l'assassinat del candidat a la presidència dels Estats Units Robert Kennedy.
Fa els seus primers passos al món de la moda acceptant ser la nimfa de la marca italiana Miu Miu (filial de Prada). D'aleshores ençà, compta per projectes un nou àlbum previst inicialment per a l'estiu de 2007 i finalment passat a 2008, així com set noves pel·lícules totes programades per als anys 2007 i 2008.
Lindsay Lohan va guanyar el dissabte 23 febrer de 2008 el Premi Razzie a la pitjor actriu de l'any per a la seva actuació a la pel·lícula I Know Who Killed Me (pel·lícula, que amb el Razzie de Lindsay Lohan rebrà 8 «premis» en total, entre els quals el Razzie a la pitjor pel·lícula de l'any) de Chris Silverston (Razzie al pitjor director)
El 2008, els estudis de Hollywood emeten reserves sobre el seu talent i la seva bankabality: en efecte volen escollir una altra actriu per a la pel·lícula Ye Olde Times (pel·lícula sobre el Renaixement amb l'actor-humorista Jack Black. S'ha de conformar, doncs, a actuar en sis episodis de la sèrie de TV Ugly Betty.
El febrer de 2008, posa per a una sessió de fotos reproduint l'última de Marilyn Monroe, The Last Sitting.
El maig de 2008 treu el nou clip de N*E*R*D amb la seva millor amiga DJ Samantha Ronson com a guest-star. El títol de la cançó: Everyone nose, una al·lusió clara a l'absorció de cocaïna per via nasal. En aquest clip, no se la veu més que alguns segons negociant per entrar en una discoteca.
El 27 de maig de 2008 anuncia igualment la sortida del seu nou single Bossy extret del seu futur àlbum del qual la data i l'any de la sortida són desconegudes en aquest moment.
També ha actuat en una paròdia de Harry Potter a penes durant 5 minuts.
La producció acomiada Lindsay d'Ugly Betty, posant fi al seu contracte després de només quatre episodis en lloc dels 6 previstos, ja que America Ferrera i Lindsay ja no es suportaven.
El setembre de 2009, esdevé nimfa artística de la casa de costura Emanuel Ungaro i treballarà en col·laboració amb la nova Cap de disseny Estrella Archs. Sortiran totes dues a la passarel·la en la desfilada de la marca el diumenge 4 d'octubre de 2009 al Carrousel del Louvre.
Lindsay Lohan no va tenir l'èxit esperat amb la seva col·lecció per a Ungaro. L'estilista declara ser llavors "còlerica amb ella", el 17 de novembre de 2009 a la premsa.

## Vida privada
Als 15 anys, surt amb el jove Aaron Carter (14 anys). Aquesta relació és la causa de la baralla entre ella i Hilary Duff.
És regularment a la coberta de la premsa del cor com a resposta als problemes amb el seu pare (qui era a la presó), la seva pèrdua de pes, les seves nits esbojarrades. La premsa del cor presta atenció a les nombroses aventures masculines i femenines.
Manté una relació molt tibant amb el seu pare Michael Lohan, d'aquí la seva cançó " Confession of a broken heart (Daughter to Father). M. Lohan, exactor televisió (actuava sobretot a As The World Turns), està alcoholitzat i ja ha estat a la presó, cosa que l'ha allunyat de la seva filla. Recentment, ha afirmat als periodistes que Lindsay anava a l'Índia per a una missió humanitària cristiana, la qual cosa ella ha estat obligada a desmentir.
Va entrar per primera vegada en una cura de desintoxicació a mitjans de gener de 2007 per sortir de la seva dependència de l'alcohol i ha adoptat aquest mètode com a resposta al fracàs de les seves reunions als Alcohòlics Anònims
El 26 de maig de 2007, va perdre el control del seu descapotable Mercedes-Benz i va pujar a una vorera. Després d'haver estat atesa per ferides lleus, Lindsay Lohan va ser detinguda a l'hospital per conduir en estat d'embriaguesa. La policia també va trobar una quantitat «utilitzable» de cocaïna al cotxe. Conforme a la constitució americana, la van deixar anar immediatament, esperant el seu eventual judici.
L'endemà passat, entrava per a 45 dies per una cura de desintoxicació en un establiment especialitzat de Malibu. El 20 de juliol de 2007, Lindsay Lohan tornava a la policia acompanyada del seu advocat. La seva compareixença davant el jutge era llavors fixada al 20 d'agost de 2007.
El 24 de juliol de 2007, la policia de Santa Monica intervé, per una trucada de Michelle Peck, la mare de Tarin, la seva ajudanta personal que havia dimitit algunes hores abans. Troba Lindsay Lohan i Michelle Peck sobre un aparcament enmig d'una de violenta discussió. Sent l'alcoholèmia de Lindsay Lohan superior al límit legal californià, la policia és autoritzada a escorcollar-la i troba a la seva butxaca una petita quantitat de cocaïna. Lindsay Lohan va ser inculpada per conduir en estat d'embriaguesa amb un permís suspès i possessió de cocaïna.
CBS News va indicar que Lindsay Lohan va ser admesa alguns dies més tard en el Cirque Lodge, un centre de desintoxicació a Sundance (Utah, EUA). És la seva tercera cura el 2007.
El 23 d'agost de 2007, Lindsay Lohan es va declarar culpable en el moment de la seva compareixença al tribunal de Los Angeles. Va ser condemnada a un dia de presó granja, a 10 dies de treballs d'interès general, a alguns centenars de dòlars de multes i a un curset organitzat pel metge forense que comprèn la visita d'un dipòsit de cadàvers i d'entrevistes amb pares de víctimes de conductors en situació d'embriaguesa. El termini ha estat fixat en tres anys màxim i haurà de seguir un programa educatiu sobre l'alcohol de 18 mesos.
El 5 d'octubre de 2007, Lindsay Lohan va marxar del centre de desintoxicació.
En el Festival Internacional de Cinema de Canes de 2008, Lindsay Lohan va anar a una festa de P. Diddy amb Samantha Ronson, DJ obertament homosexual i germana de Mark Ronson. Les dues noies han estat fotografiades mantenint-se molt properes, la qual cosa rellança els rumors d'homosexualitat de la starlette. Tanmateix, alguns dies abans, Ali i Dina Lohan havien desmentit aquests rumors persistents de feia alguns mesos. El desembre de 2008, Lindsay Lohan confirma la seva relació amb Ronson, en una entrevista a la revista Harper's Bazaar. Diu: "Penso que tothom sap amb qui surto... Penso que això no sorprendrà ningú si dic que fa ja un moment... És meravellosa i l'estimo molt fort". A propòsit de la seva orientació sexual, diu que "potser, sí" que és bisexual. Després afegeix "no vull encasellar-me". Quan va trencar amb Samantha Ronson, l'abril de 2009, fa balanç sobre els rumors en l'emissió d'Ellen Degeneres, on parla obertament de la seva ruptura i de les conseqüències que allò implica.

## Filmografia

### Cinema
| Any  | Títol                                | Paper                        |
| ---- | ------------------------------------ | ---------------------------- |
| 1998 | The Parent Trap                      | Hallie Parker / Annie James  |
| 2000 | De mida natural (Life-Size)          | Casey Stuart                 |
| 2002 | Get a Clue                           | Lexy Gold                    |
| 2003 | Freaky Friday                        | Anna Coleman                 |
| 2004 | Confessions of a Teenage Drama Queen | Lola/Mary                    |
| 2004 | Mean Girls                           | Cady Heron                   |
| 2005 | Herbie: Fully Loaded                 | Maggie Peyton                |
| 2006 | Just My Luck                         | Ashley Albright              |
| 2006 | A Prairie Home Companion             | Lola Johnson                 |
| 2006 | Bobby                                | Diane                        |
| 2007 | Chapter 27                           | Jude                         |
| 2007 | Georgia Rule                         | Rachel Wilcox                |
| 2007 | I Know Who Killed Me                 | Aubrey Fleming / Dakota Moss |
| 2009 | Labor Pains                          | Thea Clayhill                |
| 2010 | Machete                              | April                        |
| 2012 | Liz & Dick                           | Elizabeth Taylor             |
| 2013 | Scary Movie 5                        | Lindsay Lohan                |
| 2013 | The Canyons                          | Tara                         |
| 2017 | The Shadow Within                    | Patricia                     |

### Sèries de televisió
| Any  | Títol            | Paper               |
| ---- | ---------------- | ------------------- |
| 1996 | Another World    | Alli Fowler         |
| 2000 | Bette            | Rose Midler         |
| 2004 | King of the Hill | Jenny Medina        |
| 2005 | That '70s Show   | Danielle            |
| 2008 | Ugly Betty       | Kimmie Keegan       |
| 2010 | Project Runway   | Jutge               |
| 2012 | Glee             | Lindsay Lohan       |
| 2013 | Anger Management | Lindsay Lohan       |
| 2013 | Eastbound & Down | Adult Shayna Powers |
| 2014 | 2 Broke Girls    | Claire Guinness     |

## Música

### Àlbums
| Any  | Informació                                                                                    | posicions | posicions | posicions | Vendes i certificacions                  |
| Any  | Informació                                                                                    | USA       | AUT       | AUS       | Vendes i certificacions                  |
| ---- | --------------------------------------------------------------------------------------------- | --------- | --------- | --------- | ---------------------------------------- |
| 2004 | Speak - Sortida: 7 de desembre del 2004 - Formats: CD, digital download                       | 4         | 36        | 57        | - Vendes EUA: 1.000.000 - RIAA: Platinum |
| 2005 | A Little More Personal (Raw) - Sortida: 6 de desembre de 2005 - Formats: CD, digital download | 20        | —         | 88        | - Vendes EUA: 500.000 - RIAA: Gold       |

### Senzills
| Any  | Single                                               | Millor posició | Millor posició | Millor posició | Millor posició | Millor posició | Millor posició | Millor posició | Millor posició | Album                        |
| Any  | Single                                               | USA            | ANG            | AUS            | CAN            | AUT            | ALE            | SUI            | MEX            | Album                        |
| ---- | ---------------------------------------------------- | -------------- | -------------- | -------------- | -------------- | -------------- | -------------- | -------------- | -------------- | ---------------------------- |
| 2004 | "Rumors"                                             | 106            | —              | 10             | —              | 23             | 14             | 30             | 19             | Speak                        |
| 2005 | "Over"                                               | 101            | 27             | 27             | —              | 49             | 40             | 52             | 78             | Speak                        |
| 2005 | "First"                                              | —              | —              | 31             | —              | —              | 74             | 41             | 56             | Speak                        |
| 2005 | "Confessions of a Broken Heart (Daughter to Father)" | 57             | —              | 7              | —              | 74             | —              | —              | 16             | A Little More Personal (Raw) |
| 2006 | "I Live for the Day"                                 | —              | —              | 29             | —              | —              | —              | —              | —              | A Little More Personal (Raw) |
| 2008 | "Playground" (featuring Pharell Williams)            | —              | —              | —              | —              | —              | —              | —              | —              | Spirit In The Dark           |

- Bossy no era el primer single de l'àlbum, Spirit In The Dark. Era una mena de presingle que servia de buzz.